# Bastard-Mohn
Der Bastard-Mohn (Papaver hybridum), auch Krummborstiger Mohn genannt, ist eine Pflanzenart aus der Gattung Mohn (Papaver) innerhalb der Familie der Mohngewächse (Papaveraceae).

## Beschreibung

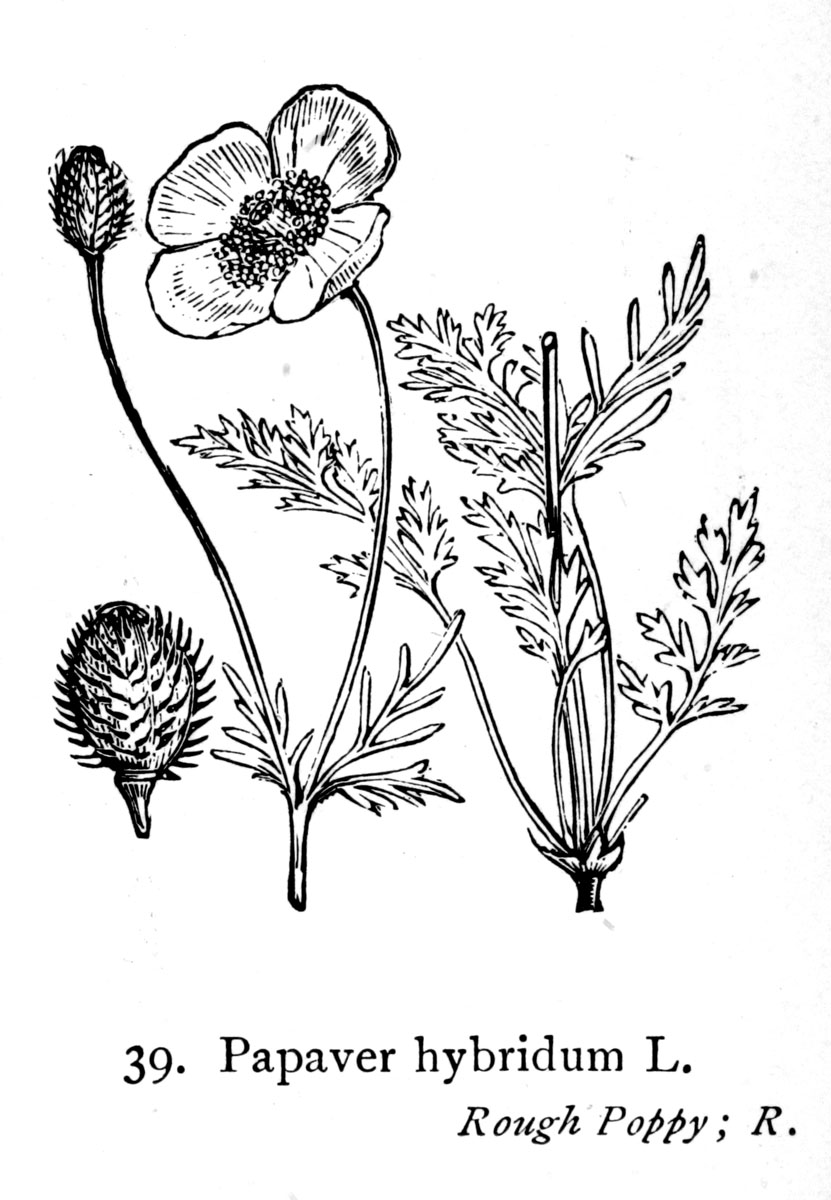
Illustration

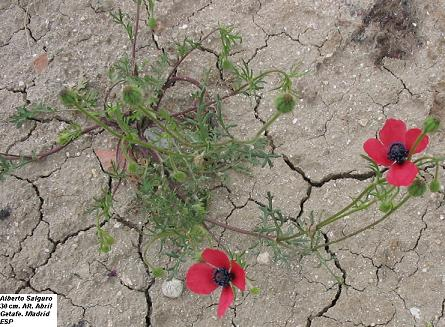
Habitus und Blüten

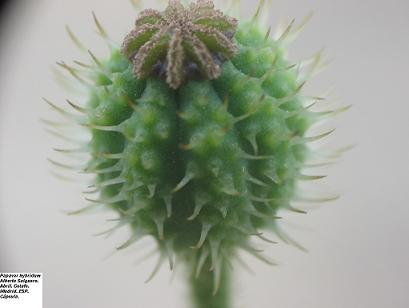
Unreife Kapselfrucht

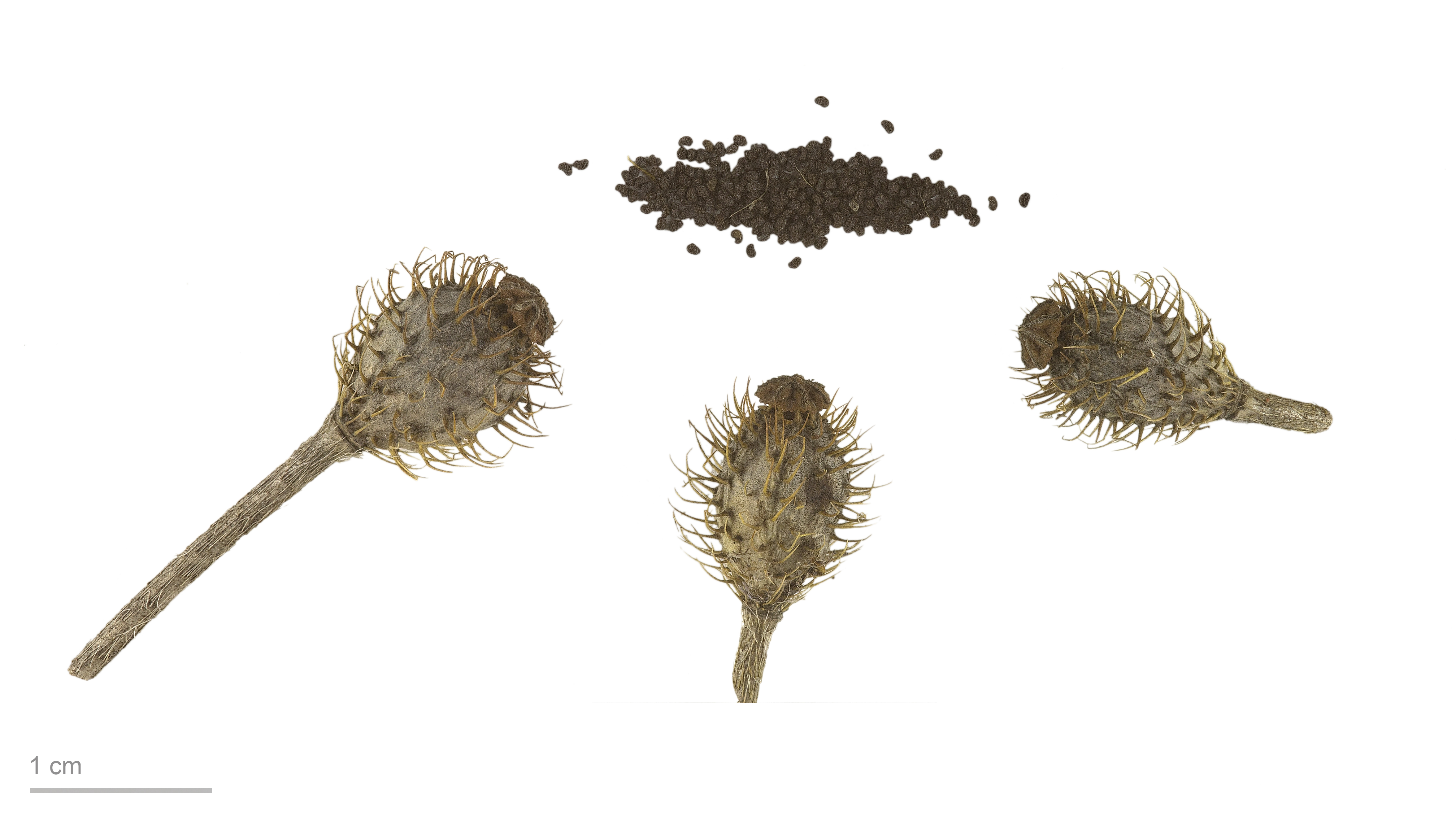
Kapselfrüchte und Samen

### Vegetative Merkmale
Der Bastard-Mohn wächst als einjährige, krautige Pflanze und erreicht Wuchshöhen von 15 bis 50, selten bis zu 60 Zentimetern. Der spärlich verzweigte Stängel ist aufrecht oder aufsteigend, beblättert und mit anliegenden, 1 bis 1,5 Millimeter langen, weißlichen, borstigen Trichomen besetzt.
Der Bastard-Mohn verfügt über eine basale Blattrosette und mehrere Stängelblätter. Die unteren Laubblätter sind gestielt, weiter oben mit schmalem Grund sitzend. Die spärlich behaarten Laubblätter sind ein- bis dreifach fiederteilig, 7 bis 15 Zentimeter lang und 2 bis 3 Zentimeter breit. Die lanzettlichen Blattlappen haben spitze oder abgerundete Zipfel.

### Blüte
In den Blattachseln oder am Ende des Stängels sprießen die blätterlosen, 8 bis 12 Zentimeter langen, auffällig anliegend behaarten Blütenstiele. Sie tragen nickende oder fast aufrechte Blüten.
Die relativ große Blütenknospe ist meist 8 bis 12 (6 bis 15) Millimeter lang, 6 bis 8 Millimeter breit und struppig dicht mit 1,5 bis 2,5 Millimeter langen weißlich oder gelblichen Borsten behaart. Beim Öffnen der Blütenknospe fallen die zwei behaarten Kelchblätter ab.
Die zwittrigen, radiärsymmetrischen Blüten sind vierzählig und weisen einen Durchmesser von 2 bis 5 Zentimeter auf.
Die verkehrt eiförmigen Kronblätter sind ziegel- bis weinrot, etwa 10 bis 20 (manchmal 25) Millimeter lang, und besitzen am Grund einen schwarzen bis dunkel violetten Fleck. Die Kronblätter überlappen sich nicht oder nur wenig. Die 50 bis 100 Staubblätter sind vorne verdickt und etwa so lang oder etwas länger als der Fruchtknoten. Die Staubbeutel sind dunkelviolett gefärbt.
In der Blütezeit von Mai bis Juli bestehen die Blüten oft nur wenige Tage.

### Frucht und Samen
Die oval bis kugelförmige Kapselfrucht hat eine gewölbte Narbenscheibe, fünf bis neun Narbenstrahlen, ist zwischen 10 und 15 Millimeter hoch mit einem Durchmesser von 6 bis 12 Millimeter. Die Nabenscheibe ist deutlich kleiner als der Kapselumfang. Die Kapselfrucht ist mit zahlreichen, aufrecht stehenden bis zu 2,5 Millimeter langen, am Grund verbreiterten Borstenhaaren besetzt. Anhand der Kapselfrucht ist diese Art leicht von anderen Mohnarten zu unterscheiden.
Die zahlreichen (>200) sehr kleinen Samen sind grau-braun bis schwarz und netzförmig gemustert und kleiner als 1 Millimeter.

### Chromosomenzahl
Die Chromosomenzahl beträgt 2n = 14.

## Unterscheidungsmerkmale zu anderen Arten
Der Bastard-Mohn ist dem Sand-Mohn ähnlich und unterscheidet sich durch seine kugeligen, steif borstigen Kapselfrüchte.

## Ökologie
Der Bastard-Mohn tritt in kleineren bis größeren Gruppen auf.
Die Bestäubung erfolgt durch Insekten oder durch Selbstbestäubung der zwittrigen Blüten innerhalb der Knospe. Durch kleine Schlitze zwischen Deckel und Kapsel entweichen die Samen, wenn die Pflanze im Wind schwankt. Die Ausbreitung der Samen erfolgt durch den Wind. Die Samen sind sehr langlebig und keimen in der Zeit von Oktober bis Dezember und von März bis April. Das ganze Pflanzenexemplar stirbt mit der Reifung der Samen ab.

## Inhaltsstoffe
Alle Pflanzenteile sind giftig, vor allem die Kapselfrucht enthält viele giftige Alkaloide.
Für die Herstellung von Betäubungsmitteln und insbesondere für die Herstellung von Opium hat sie keine Bedeutung.

## Vorkommen
Der Bastard-Mohn ist ursprünglich im Mittelmeerraum und Großbritannien, Nordafrika, Südwestasien (Afghanistan und Pakistan) heimisch, in andere Gebiete wurde er eingeführt. In Deutschland gilt er als Archäophyt (vor 1492 durch menschliche Aktivitäten eingeführt).
Man trifft den Bastard-Mohn in den warmgemäßigten Gebieten in Höhenlagen bis zu etwa 700 Metern an. Die Licht bis Halbschatten liebende Pflanze kommt in warmen vom Seeklima geprägten Gebieten vor.
Der Bastard-Mohn wächst auf kalkhaltigen Lehm- und Tonböden in Getreideunkrautgesellschaften, seltener auch in Schuttunkrautgesellschaften und landwirtschaftlich genutzten Flächen. Er ist eine Charakterart der Klasse Secalietea, kommt aber auch in Pflanzengesellschaften der Klasse Chenopodietea vor.
Nach den ökologische Zeigerwerte von Ellenberg markiert sie konstant leicht feuchte, schwach basige Böden mit mäßigem Stickstoffgehalt an. Die ökologischen Zeigerwerte nach Landolt et al. 2010 sind in der Schweiz: Feuchtezahl F = 1+ (trocken), Lichtzahl L = 4 (hell), Reaktionszahl R = 4 (neutral bis basisch), Temperaturzahl T = 4+ (warm-kollin), Nährstoffzahl N = 4 (nährstoffreich), Kontinentalitätszahl K = 4 (subkontinental).

### Gefährdung
In Deutschland ist der Bastard-Mohn als „stark gefährdet“ eingestuft. Gesicherte aber gefährdete Vorkommen gibt es in Rheinland-Pfalz, Sachsen-Anhalt, Sachsen und Thüringen. Die deutschen Bestände sind weiter rückläufig. Hauptursache dafür ist die Überdüngung der Böden mit Stickstoff und der Einsatz von Herbiziden. Die Verantwortung Deutschlands für die Erhaltung der Art wird als „gering“ angesehen, da dessen Anteil am Gesamtverbreitungsgebiet kleiner 10 % und als Randgebiet eingestuft ist. In einigen Bundesländern ist sie vom „Aussterben bedroht“ oder bereits „ausgestorben“.

Innerhalb Zentraleuropas gilt diese Art nicht als gefährdet.